# Salvaje inocencia
Salvaje inocencia (en francés: Sauvage innocence) es una película dramática francesa de 2001 dirigida por Philippe Garrel.

## Argumento
Un joven cineasta quiere hacer la película sobre el problema social del consumo de heroína. El problema es que los productores de la película son los mismos camellos que la reparten.

## Reparto
- Mehdi Belhaj Kacem - François Mauge
- Julia Faure - Lucie
- Michel Subor - Chas
- Mathieu Genet - Alex
- Valérie Kéruzoré - Flora
- Jean Pommier - Hutten
- Francine Bergé - Madre de Marie-Thérèse
- Maurice Garrel - Padre de François
- Esther Garrel - Niña pequeña